# Jacqueline Guerroudj
Jacqueline Guerroudj, née Jacqueline Netter le 27 avril 1919 à Rouen et morte le 18 janvier 2015 à Alger, est une militante communiste et anticolonialiste française, membre du FLN et maquisarde durant la guerre d'Algérie. Elle a été condamnée à mort avec son mari, Abdelkader Guerroudj, en tant que complices de Fernand Iveton. Elle et son mari ont été graciés, en partie grâce à une campagne médiatique menée notamment par Simone de Beauvoir. 

## Biographie
Jacqueline Netter est née le 27 avril 1919 à Rouen, dans une famille bourgeoise et aisée. Juifs alsaciens-lorrains, ses grands-parents se sont installés à Rouen au moment de la Première Guerre mondiale. Son père est directeur d'assurances et commissaire général de la Foire-exposition de Rouen. Elle fait des études de philosophie et de droit. 
Elle se marie avec Pierre Minne, enseignant comme elle et militant communiste. Leur fille, Danièle Minne, naît en 1939. En 1942, en raison de ses origines juives, elle est internée par les Nazis. Heureusement avec l'aide de son mari, de militants communistes et d'un prêtre, elle réussit à fuir vers la zone libre et ainsi échapper à la déportation. 
Jacqueline et son époux ainsi que leur fille partent s'installer au Sénégal, où son mari, fonctionnaire de l’Éducation nationale, est professeur de philosophie au collège de Slane à Tlemcen. Ils en sont expulsés en 1947 par suite du militantisme anticolonial de Pierre qui organise des cercles de philosophie marxiste. 
En 1948, les Minne partent enseigner en Algérie. Ils s'installent dans la région de Tlemcen, à Chetouane (à l'époque Négrier) d'abord, puis à Aïn Fezza où Jacqueline est institutrice. Divorcée, Jacqueline Netter se remarie en 1950, avec Abdelkader Guerroudj, militant du Parti communiste algérien et directeur de l'école où elle enseigne. En avril 1955, Jacqueline et Abdelkader Guerroudj sont expulsés pour leurs activités. Après avoir passé quelques mois en France, ils rentrent à Alger et participent à partir de janvier 1956 à l'organisation des Combattants de la libération et du Réseau de Yacef Saadi. Elle est arrêtée le 4 janvier 1957 pour complicité dans l’attentat non meurtrier commis par Fernand Iveton, seul moudjahid européen guillotiné. Elle est condamnée à mort (comme son mari) et empisonnée à Rennes. Elle et son mari sont graciés, avec Djamila Bouazza et Djamila Bouhired, le 8 mars 1962.
Elle était la doyenne des six femmes condamnées à mort pour des actes « terroristes » pendant la guerre d'Algérie,. Elle est morte le 18 janvier 2015 à Alger et inhumée dans le Carré des Martyrs du cimetière d'El Alia.

## Œuvre
- Jacqueline Guerroudj, Des douars et des prisons, Bouchene, 1993 (lire en ligne).

## Décorations
- Djadir de l'ordre du Mérite national d'Algérie.